# Theo Epstein
Theo Nathan Epstein (Nova York, 29 de dezembro de 1973) é dirigente do Chicago Cubs e ex-vice-presidente executivo e ex-gerente geral (GM) do Boston Red Sox. Em novembro de 2002, o Red Sox fez dele o GM mais jovem na história da Major League Baseball, contratando-o a idade de 28 anos. Montou o time campeão da Série Mundial de 2004 — que tirou o Red Sox duma fila de 86 anos —, e mais uma vez em 2007. Em outubro de 2011, deixou o Red Sox e assinou contrato de 5 anos com o Cubs.